# Arme Walther
Carl Walther GmbH Sportwaffen (însemnând Carl Walther s.r.l. arme sportive) sau, pe scurt, Walther, este un producător german de arme cu sedii în Ulm și Arnsberg. 
De numele companiei, cu o vechime de peste 100 de ani, se leagă nenumărate inovații, printre care dezvoltarea pistolului cu încărcare automată din 1908. De asemenea, modelul P38 a fost pistolul standard al armatei germane în al Doilea Război Mondial, însă numele companiei se remarcă și în domenii mai puțin tragice cum ar fi cinematografia: modelele de pistoale PPK și P99, fiind unele dintre armele preferate ale personajului fictiv James Bond. De apreciat este și activitatea companiei în domeniul sporturilor, producătorul german fiind unul dintre cei mai importanți jucători de pe piața de armament sportiv, mai ales după preluarea sa de către compania de armament sportiv Umarex, în 1993.

## Istorie
Carl Walther s-a născut în 1858 într-o familie cu legături în manufacturile de armament, mama sa fiind nepoata unui cunoscut fabricant de arme din Asbach-Schmalkalden, Gustav Wilhelm Pistor. Tatăl său, Theodor Walther, era proprietarul unei fierării modeste. La vârsta de 28 de ani cu instrumente insuficiente, dar cu optimism și multă muncă, Carl ajutat doar de un ucenic, pune bazele companiei Walther și va produce până în 1908 numai arme de vânătoare și pentru tir.
Carl a avut 5 fii, dintre care 3 îl vor urma în cariera de fabricanți de arme, iar cu ajutorul lor vor construi prima fabrică la Zella-Mehlis în 1903. Fiul cel mare, Fritz Walther, va fi cel mai implicat, el reușind să-l convingă pe tatăl său că viitorul este al armelor automate, astfel că în 1908 vor prezenta cu mândrie primul lor pistol cu încărcare automată „Walther Model 1” cu calibrul de 6.35 mm aceasta fiind pistolul purtat practic de majoritatea soldaților germani în Primul Război Mondial. Seria se va încheia în 1920 cu „Model 9”.

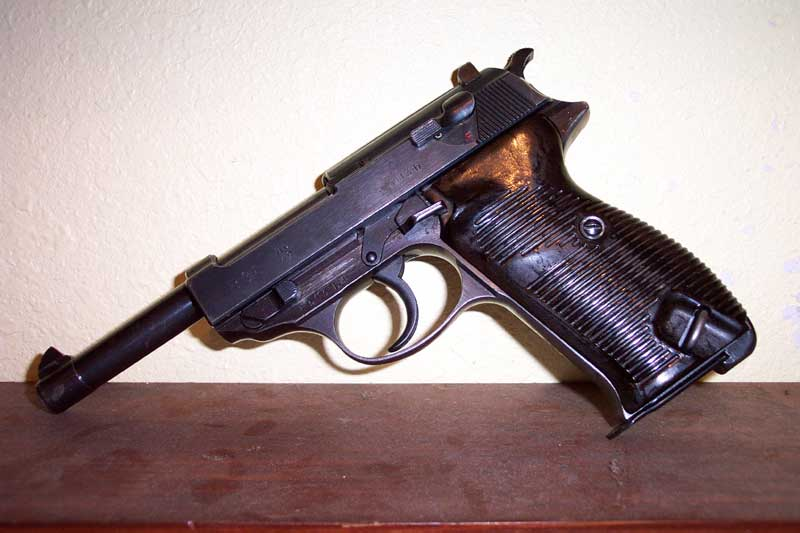
Pistolul Walther P38

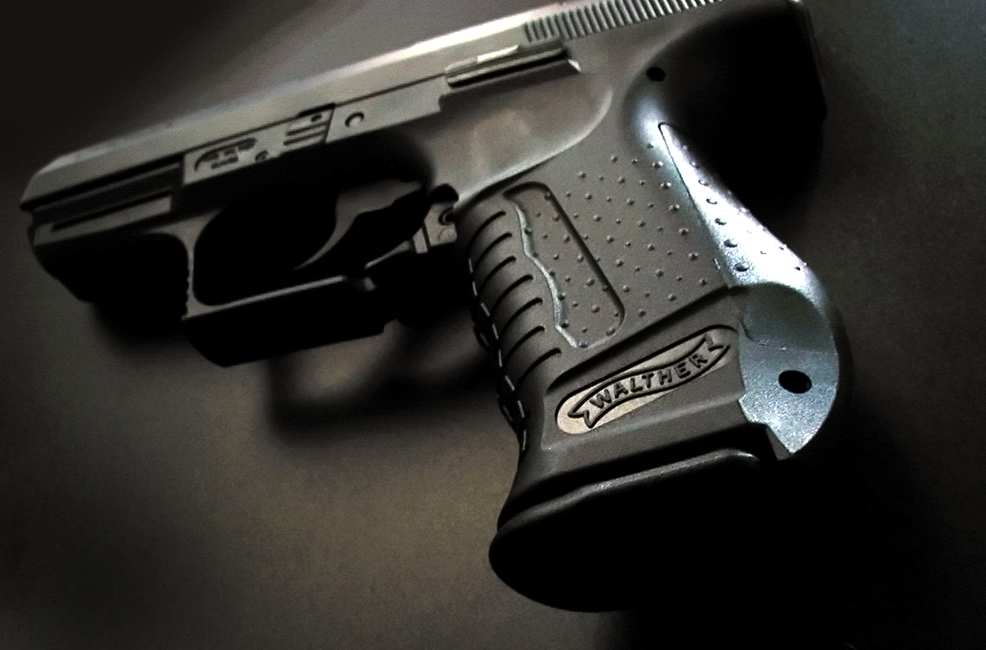
Pistolul Walther P99

După moartea lui Carl Walther în 1915, fiii săi i-au continuat munca, Fritz Walther, în special, a păstrat pasiunea tatălui său pentru armele cu încărcare automată. În 1929, el a reușit producerea primului pistol cu acțiune dublă - modelul „Walther PP” conceput special pentru poliție (Polizeipistole) - și la scurt timp după aceea, modelul compact PPK (Polizeipistole, Kurz); ambele modele sunt încă produse și folosite, în special de autoritățile publice, dar și de civili. În 1938, când armata germană a dorit un pistol mai puternic cu cartuș de 9 mm, Walther a conceput modelul P38. P38 are un design clasic, imitat și de alte companii, de remarcat fiind și faptul că modelul este folosit și în zilele noastre.
Din 1942 până în 1945, compania Walther s-a folosit de muncă forțată a deținuților din lagărul de concentrare Neuengamme. 
Fabrica Walther din Zella-Mehlis a fost distrusă în Al Doilea Război Mondial odată cu ocuparea Germaniei de Est de către Armata Roșie. Fritz Walther a reușit să salveze o mână de documente cu proiecte și să le aducă în Germania de Vest după război. A repornit afacerea de la zero și a reușit să construiască o nouă fabrică în 1953 în orașul Ulm, unde se află cea mai mare a producției de astăzi a companiei.
După 1950, Fritz Walther a readus în producție modelele celebre ale companiei PP, PPK și P38, ultimul sub denumirea de P1 intrând în dotarea Forțelor Armate Federale Germane. Noi modele au fost concepute: TP, TPH, PP-Super, P5, și în cele din urmă P88. S-a înregistrat, de asemenea, un progres și la armele lungi, de vânătoare și puști sportive de toate tipurile. Pentru autoritățile publice, compania Walher a proiectat și a produs două versiuni ale unui pistol-mitralieră WA2000. Când Fritz Walther a murit în decembrie 1966, fiul său, Karl-Heinz a preluat conducerea. El s-a concentrat asupra sectorului sportiv și a introdus noi tehnologii.
După ce și-a celebrat centenarul ca afacere de familie, Walther a intrat în noua eră a globalizării fuzionând cu Umarex în 1993. Dezvoltarea companiei a continuat, atât pe planul armelor sportive și de tir, Walther reușind să se impună ca cea mai bună armă la Jocurile Olimpice de la Atlanta din 1996, cât și în planul armelor pentru poliție și apărare precum modelul P99, unul foarte apreciat de clienți. În 1999, Carl Walther GmbH din Germania a încheiat un protocol cu Smith & Wesson din Springfield, Massachusetts pentru distribuirea produselor Walther în Statele Unite ale Americii.

## Produse
Walther produce sau doar comercializează în anumite țări și alte mărci celebre, precum: COLT, HÄMMERLI, HENCKELER & KOCK, IWI, RÖHM.

### Pistoale
- Walther Model 1
- Walther Model 2
- Walther Model 3
- Walther Model 4
- Walther Model 5
- Walther Model 6
- Walther Model 7
- Walther Model 8
- Walther Model 9
- Walther OSP
- Walther GSP
- Walther SSP
- Walther Olympia
- Walther SP22
- Walther PP
- Walther P38
- Walther TPH
- Walther P1
- Walther P4
- Walther P5
- Walther PPK
- Walther P22
- Walther PPS
- Walther PK380
- Walther PPQ
- Walther PPX
- Walther P88
- Walther P99

### Pistoale mitralieră
- Walther MPK/MPL
- Walther MPSD

### Puști
Puști cu aer comprimat
- Walther LGV
- Walther LGR
- Walther LG90
- Walther LGM
- Walther LG200
- Walther LG210
- Walther LG300
- Walther LG400
- Walther CG90
- Walther CGM

Puști cu cartuș
- Walther KK200
- Walther KK300
- Gewehr 41
- Gewehr 43
- Walther G22
- Walther WA 2000

### Cuțite
Walther produce o gamă largă de baionete și cuțite de luptă.